# National Trophy Series 2015-2016
Navigation
2014-2015 2016-2017
Le National Trophy Series 2015-2016 a lieu du 11 octobre 2015 à Southampton au 17 janvier 2016 à Milton Keynes. Elle comprend six manches masculines. Toutes les épreuves font partie du calendrier de la saison de cyclo-cross masculine 2015-2016.

## Calendrier
| # | Date        | Course        |
| - | ----------- | ------------- |
| 1 | 11 octobre  | Southampton   |
| 2 | 25 octobre  | Derby         |
| 3 | 8 novembre  | Durham        |
| 4 | 29 novembre | Ipswich       |
| 5 | 13 décembre | Bradford      |
| 6 | 17 janvier  | Milton Keynes |

### Résultats
| # | Date        | Lieu          | Vainqueur    | Deuxième         | Troisième     | Leader du classement général |
| - | ----------- | ------------- | ------------ | ---------------- | ------------- | ---------------------------- |
| 1 | 11 octobre  | Southampton   | Ian Field    | Graham Briggs    | Jack Clarkson | Ian Field                    |
| 2 | 25 octobre  | Derby         | Ian Field    | Angelo De Clercq | Graham Briggs | Ian Field                    |
| 3 | 8 novembre  | Durham        | Ian Field    | David Fletcher   | Nick Craig    | Ian Field                    |
| 4 | 29 novembre | Ipswich       | Ian Field    | Ian Bibby        | Paul Oldham   | Ian Field                    |
| 5 | 13 décembre | Bradford      | Ian Field    | David Fletcher   | Ian Bibby     | Ian Field                    |
| 6 | 17 janvier  | Milton Keynes | Liam Killeen | Matthieu Boulo   | Dave Fletcher | Ian Field                    |

### Classement général
| Pos | Coureur | Points |
| --- | ------- | ------ |
| 1   |         |        |
| 2   |         |        |
| 3   |         |        |
| 4   |         |        |
| 5   |         |        |
| 6   |         |        |
| 7   |         |        |
| 8   |         |        |
| 9   |         |        |
| 10  |         |        |